# شياوبو يو
د. شياوبو يو (بالإنجليزية: Dr. Xiaobo Yu)‏ هو دكتور وخبير في علم الحفريات الصيني وأستاذ في العلوم البيولوجية. يعود الفضل إلى يو لأول مرة في وصفه للأسماك الزعنفية Psarolepis romeri وهو نوع انتقالي بين الأسماك والبرمائيات. يو حاليا أستاذ في جامعة كين في يونيون، نيو جيرسي بالولايات المتحدة الأمريكية.